# Alicia Goranson
Alicia Linda Goranson, även känd som Lecy Goranson, född 22 juni 1974 i Evanston, Illinois, är en amerikansk skådespelerska, mest känd för rollen som Becky i TV-serien Roseanne.
Goranson hade också en roll i filmen Boys Don't Cry.

## Filmografi (i urval)
- 1988–1996, 2018 – Roseanne (TV-serie)
- 1995 – Hur man gör ett amerikanskt lapptäcke
- 1999 – Boys Don't Cry
- 2004 – Sex and the City (TV-serie)
- 2004 – Law & Order: Special Victims Unit (TV-serie)
- 2009 – Fringe (TV-serie)
- 2012 – Damages (TV-serie)